# Cathilaria globiventris
Cathilaria globiventris är en stekelart som först beskrevs av Zerova 1974.  Cathilaria globiventris ingår i släktet Cathilaria och familjen kragglanssteklar. Inga underarter finns listade.